# Zeballos
Zeballos är en ort i Kanada.   Den ligger i Strathcona Regional District och provinsen British Columbia, i den sydvästra delen av landet, 3 800 km väster om huvudstaden Ottawa. Zeballos ligger 5 meter över havet och antalet invånare är 125.
Terrängen runt Zeballos är kuperad åt sydväst, men åt nordost är den bergig. Zeballos ligger nere i en dal. Trakten runt Zeballos är nära nog obefolkad, med mindre än två invånare per kvadratkilometer.. Närmaste större samhälle är Tahsis, 15,0 km öster om Zeballos.
I omgivningarna runt Zeballos växer i huvudsak barrskog.